# Nova Simplicitat
Nova Simplicitat (en alemany, Neue Einfachheit) va ser una tendència estilística entre algunes de les generacions més joves de compositors alemanys de finals dels anys setanta i principis dels vuitanta, que reaccionaven no només contra les avantguardes europees dels anys cinquanta i seixanta, sinó també contra la tendència més àmplia. cap a l'objectivitat trobada des de principis del segle xx. Els termes alternatius que de vegades s’utilitzen per a aquest moviment són "Composició inclusiva", "Nova subjectivitat" (Neue Subjektivität), "Nova interioritat" (Neue Innigkeit), "Nou romanticisme", "Nova sensualitat", "Nova expressivitat", "Nou classicisme", i "Nova tonalitat".

## Objectius
A finals de la dècada de 1970, el moviment alemany va ser reconegut per primera vegada per Aribert Reimann, que va nomenar set compositors, que no estaven associats anteriorment com a grup, que havien arribat a posicions similars "de manera totalment personal". Aquests set compositors eren: Hans-Jürgen von Bose, Hans-Christian von Dadelsen, Detlev Müller-Siemens, Wolfgang Rihm, Wolfgang von Schweinitz, Ulrich Stranz i Manfred Trojahn. En general, aquests compositors buscaven una immediatesa entre l'impuls creatiu i el resultat musical (en contrast amb l'elaborada planificació precomposicional característica de l'avantguarda), amb la intenció també de comunicar-se més fàcilment amb el públic. En alguns casos, això va significar un retorn al llenguatge tonal del segle xix, així com a les formes tradicionals (simfonia, sonata) i combinacions instrumentals (quartet de corda, trio de piano) que les avantguardes havien evitat majoritàriament. Per a altres, significava treballar amb textures més simples o l'ús d'harmonies triàdiques en contextos no tonals. Dels compositors més identificats amb aquest moviment, només Wolfgang Rihm ha establert una reputació significativa fora d'Alemanya. Almenys tres escriptors han arribat a argumentar que un dels compositors d'avantguarda de Darmstadt contra els quals ostentava la nova simplicitat, Karlheinz Stockhausen, havia anticipat la seva posició mitjançant una simplificació radical del seu estil realitzada entre 1966 i 1975, que va culminar amb les seves melodies de Tierkreis. Un altre escriptor considera que l'estètica inclusiva de Rihm és millor vista com "una expansió de preocupacions constructivistes... que com una negació de les mateixes".

## Altres grups
Hi ha un grup de compositors força actiu també actiu a Alemanya i altres llocs, als quals de vegades s’aplica el terme «Nova simplicitat». Aquests s’associen particularment a l'Escola de Colònia i inclouen figures com Walter Zimmermann, Ladislav Kupkovič, Péter Eötvös, Bojidar Dino, Daniel Chorzempa, John McGuire, Mesías Maiguashca i Clarence Barlow, així com d'altres de diferents països com Christopher Fox, Gerald Barry, Gavin Bryars i Kevin Volans. La majoria d'aquests compositors tendeixen a utilitzar material musical bastant escàs i reduït (de vegades mostra la influència del primer període "ingenu" del treball de John Cage i el de Morton Feldman, especialment en el cas de Zimmermann) als quals s’apliquen processos musicals més intricats; en aquest darrer aspecte, la influència de Stockhausen i Mauricio Kagel és clara, tot i que algunes de les figures en qüestió creien que la seva estètica constituïa un trencament amb les avantguardes tal com es representava en particular a Darmstadt. Als Estats Units i a les Amèriques, compositors com Samuel Barber, Miguel del Aguila i Astor Piazzolla van desafiar el concepte de música com un experiment amb obres que es van popularitzar a l'instant i que van romandre en el repertori de música clàssica fins als nostres dies.
A Dinamarca uns quinze anys abans que el moviment alemany, va sorgir un grup menys conegut també anomenat "La nova simplicitat" (Den Ny Enkelhed), inclosos els compositors Hans Abrahamsen, Henning Christiansen i Pelle Gudmundsen-Holmgreen. Això es va veure com una resposta específicament danesa a la complexitat de la música de l'Escola Darmstadt, però va diferir del grup alemany posterior en el fet que aquests compositors van intentar augmentar en lloc de disminuir l'objectivitat mitjançant l'ús del material musical més senzill i impersonal per alliberar-lo de les actituds i els sentiments del compositor.
Aquest terme també s'ha utilitzat essencialment com a sinònim del grup de compositors relacionat però diferent com Henryk Gorecki, Arvo Pärt i John Tavener.

## Recepció
A la dècada de 1990 va començar a sorgir un nou enfocament radical de la composició a Alemanya, que reaccionava contra el pluralisme de la Nova Simplicitat, que tendia a adquirir trets arbitraris en compositors mancats de sòlida capacitat tècnica. La referència a estils anteriors va provocar comparacions desfavorables: l'objectiu de la comprensibilitat i l'accessibilitat es va veure millor assolit per la música del passat i de formes més autèntiques.

## Altres compositors de Nova Simplicitat
- Peter Michael Hamel
- Peter Ruzicka
- Manfred Stahnke